# Armin Studer
Armin Studer (* 4. März 1942 in Zürich) ist ein Geistlicher der Neuapostolischen Kirche. Als Bezirksapostel war er vom 21. Juni 1998 bis 6. April 2008 Kirchenpräsident der Neuapostolischen Kirche Schweiz.

## Leben
Armin Studer wurde in Zürich geboren und wuchs dort in einer neuapostolischen Familie auf. Er absolvierte eine kaufmännische Ausbildung und danach Sprachaufenthalte in Genf und Mailand. 1966 heiratete Studer, aus der Ehe gingen zwei Kinder hervor.
Nachdem er bereits rund zwanzig Jahre in verschiedenen Amtsstufen der Neuapostolischen Kirche tätig gewesen war, wurde ihm 1985 das Amt des Bezirksältesten und die Leitung des Bezirks Genf anvertraut.
1988 wurde er zum Bischof ordiniert und war als solcher für die französischsprachige Schweiz, den Bezirk Biel und das Land Gabun (Afrika) zuständig. Ab 1995 war er auch im Tessin und in Italien tätig.
1997 wurde er zum Apostel ordiniert und übernahm den Arbeitsbereich von Apostel Luigi Albert. 1998 wurde er durch Stammapostel Richard Fehr als Nachfolger von Peter Dessimoz zum Bezirksapostel ordiniert. Als solcher leitete er den Bezirksapostelbereich Schweiz, welcher nebst der Schweiz weitere Länder in Europa und Südamerika umfasst. Zugleich war er Kirchenpräsident der Neuapostolischen Kirche Schweiz.
Am 6. April 2008 wurde Armin Studer durch Stammapostel Wilhelm Leber in den Ruhestand versetzt. Als Nachfolger ordinierte Stammapostel Leber Apostel Markus Fehlbaum zum Bezirksapostel.